# 마쓰노야마정
마쓰노야마정(松之山町)은 니가타현 남서부 히가시쿠비키군의 동단에 위치했던 정이다.  2005년 4월 1일에 도카마치시 및 마쓰다이정, 나카우오누마군 가와니시정, 나카사토촌과 합병해 신설된 도카마치시에 해당되기 때문에 소멸하였다. 

## 기후
관공서의 연평균 최대 적설심이 국내에서 유일하게 3m가 넘는 특별 폭설지대였다.

## 역사
- 1889년 4월 1일 - 정촌제 시행과 함께 마쓰노야마촌이 성립하였다.
- 1901년 11월 1일 - 히가시쿠비키군 누노카와촌, 마쓰사토촌이 합병해 마쓰노미야촌이 신설되었다
- 1955년 3월 31일 - 히가시쿠비키군 우라다촌이 합병해 마쓰노미야촌이 신설되었다.
- 1958년 11월 1일 - 정으로 승격해 마쓰노미야정이 되었다.
- 2005년 4월 1일 - 도카마치시 및 마쓰다이정, 나카우오누마군 가와니시정, 나카사토촌과 합병해 나가오카시가 신설돼 소멸했다.

## 교통

### 도로
- 국도 제353호선
- 국도 제405호선

## 같이 보기
- 도카마치시